# مجلس الدفاع الأعلى (البحرين)
مجلس الدفاع الأعلى هو أعلى سلطة دفاع في مملكة البحرين الذي يعتبر مسؤول عن اتخاذ أعلى مستوى من القرارات المتعلقة بالدفاع والأمن. يرأس الملك مجلس الدفاع الأعلى ويعين أعضائه بأمر ملكي، عادة ما يتم عقد الاجتماعات في قصر الصخير.

## التاريخ
تم تأسيس المجلس الدفاع الأعلى في 8 ديسمبر 1973 وكان يرأسه رئيس مجلس الوزراء وفي 26 يناير 2003 أصدر الملك حمد بن عيسى ال حليفة ملك البحرين أمر ملكي بأعادة تشكيل المجلس الأعلى للدفاع وتحديد أختصاصاته وبموجب الأمر الملكي أصبحت رئاسة المجلس يتولاها الملك. 

## رؤساء مجلس الدفاع الأعلى

### قائمة رؤساء مجلس الدفاع الأعلى
|   | الاسم                          | الصورة | فترة تولي المنصب | فترة تولي المنصب |
| - | ------------------------------ | ------ | ---------------- | ---------------- |
| 1 | الأمير خليفة بن سلمان آل خليفة |        | 8 ديسمبر 1973    | 26 يناير 2003    |
| 2 | الملك حمد بن عيسى آل خليفة     |        | 26 يناير 2003    | حتى الآن         |

## الأعضاء
يرأس المجلس الملك حمد بن عيسى آل خليفة ملك مملكة البحرين 
والأعضاء هم:
- الأمير سلمان بن حمد آل خليفة ولي العهد نائب القائد الأعلى رئيس مجلس الوزراء
- الشيخ خالد بن أحمد آل خليفة وزير الديوان الملكي
- المشير الركن الشيخ خليفة بن أحمد آل خليفة القائد العام لقوة دفاع البحرين
- الفريق أول الشيخ محمد بن عيسى آل خليفة رئيس الحرس الوطني
- الفريق الركن الشيخ ناصر بن حمد آل خليفة أمين عام المجلس الأعلى للدفاع
- الشيخ عبدالله بن سلمان آل خليفة رئيس المكتب العسكري للقائد الأعلى
- الفريق أول الشيخ راشد بن عبدالله آل خليفة وزير الداخلية
- الدكتور عبداللطيف بن راشد الزياني وزير الخارجية
- الشيخ سلمان بن خليفة آل خليفة وزير المالية والأقتصاد الوطني
- الفريق عادل بن خليفة الفاضل رئيس جهاز المخابرات الوطني

## الأمانة العامة للمجلس
لمجلس الدفاع الأعلى أمانة عامة وأمين عام المجلس حالياً هو الشيخ ناصر بن حمد ال خليفة منذ 5 يوليو 2020  ونائب الأمين العام هو الشيخ الدكتور عبدالله بن أحمد آل خليفة منذ 5 يوليو 2020. 

### قائمة الأمناء العامين لمجلس الدفاع الأعلى
|   | الاسم                                   | فترة تولي المنصب | فترة تولي المنصب |
| - | --------------------------------------- | ---------------- | ---------------- |
| 1 | الشيخ أحمد بن خليفة بن سلمان آل خليفة   | 29 يناير 2006    | 1 ديسمبر 2011    |
| 2 | الشيخ خليفة بن عبدالله بن محمد آل خليفة | 1 ديسمبر 2011    | 24 ديسمبر 2014   |
| 3 | الشيخ دعيج بن سلمان بن أحمد آل خليفة    | 24 ديسمبر 2014   | 5 يوليو 2020     |
| 4 | الشيخ ناصر بن حمد آل خليفة              | 5 يوليو 2020     | حتى الآن         |